# چوبورخیندجی
چوبورخیندجی (به لاتین: Chuburkhindji) یک منطقهٔ مسکونی در گرجستان است که در ناحیه گالی (آبخازیا) واقع شده‌است.